# Kanton Oyonnax
Oyonnax is een kanton van het Franse departement Ain. Het kanton maakt deel uit van het arrondissement Nantua.

Het telt 25.692 inwoners in 2018.

Het kanton werd gevormd ingevolge het decreet van 13 februari 2014 met uitwerking op 22 maart 2015.

## Gemeenten
Het kanton omvat volgende gemeenten:
- Oyonnax
- Arbent